# I en Tid av Allt och Ingenting
I en Tid av Allt och Ingenting är ett album av Lars Hedberg, släppt den 16 april 2007.

## Låtlista
1. Något (2:06)
2. Du kan ha rätt (3:55)
3. En valsmelodi (4:44)
4. Under ett träd (5:04)
5. I en tid av allt och ingenting (4:15)
6. Vals vid havet (2:42)
7. Maskerad (3:28)
8. Lillebarn (3:37)
9. Två tusen år (3:41)
10. Nästa gång (3:41)
11. Blå rosor (2:45)
12. Serenad (4:28)
13. Tjugosjätta december (3:12)
14. Glimmande nymf (4:35)
15. Gott öl (1:35)

## Medverkande musiker
- Lars Hedberg - sång, gitarr
- Anders Bromander - ackordion, piano
- Tommy Johnson - bas
- Sven Georg Zeitler - cello
- Anders ’Grosse’ Grotherus - sång